# Liliana Quintanar Vera
Liliana Quintanar Vera (Ciudad de México, 1975) es una química mexicana que se desempeña principalmente en el campo de las proteínas y las enfermedades neurodegenerativas.

## Primeros años y educación
Quintanar Vera representó a su país en la Olimpiada Internacional de Química en 1993. Estudió química en la Universidad Nacional Autónoma de México en 1998. Más adelante recibió la medalla Gabino Barreda por su desempeño e investigación. Tomó parte de un programa de intercambio con la Universidad de California en Santa Bárbara. Se vinculó a la Universidad de Stanford para obtener su doctorado, trabajando con metaloproteínas bajo la supervisión de Edward I. Solomon. Se centró en la estructura, función y mecanismo de activación de la oxidasa multicobre.

## Carrera
Quintanar Vera regresó a México y se vinculó al Departamento de Neuroquímica de la Universidad Nacional Autónoma de México, donde investigó la neurotoxicidad del manganeso. Se unió al Centro de Investigación y de Estudios Avanzados en 2005, donde estudió sobre las proteínas asociadas con las enfermedades neurodegenerativas.Quintanar estudia el papel de los metales en la agregación de proteínas y la etiología de las enfermedades.
Quintanar fue becaria del Programa Fulbright en el Instituto de Tecnología de Massachusetts, trabajando con Jonathan King entre el 2014 y el 2015. Su proyecto se centró en el papel de los iones de cobre en el cristalino humano. Fue nombrada miembro de la Sociedad Internacional de Química Biológica Inorgánica en 2017. Ese mismo año coordinó la Red Temática de Estructura, Función y Evolución de las Proteínas (REFEP).

### Premios y reconocimientos
- 2017 - Premio de Investigación de la Academia Mexicana de Ciencias[6][9][4]
- 2016 - Premio Marcos Moshinsky[10]
- 2014 - Beca del Programa Fulbright[11]
- 2007 - Premios L'Oréal-UNESCO a Mujeres en Ciencia[12][13][14]